# گروه نشریات ابرار
گروه نشریات ابرار یک مؤسسه مطبوعاتی در ایران است که سید محمد صفی‌زاده صاحب‌امتیاز و مدیرمسئول آن است. گروه نشریات ابرار، از قدیمی‌ترین بنگاه‌های رسانه‌ای بخش خصوصی ایران است و ناشر ۳ روزنامه صبح سراسری یعنی ابرار، ابرار اقتصادی و ابرار ورزشی می‌باشد.
ابرار نام خود را از واژه قرآنی «أبرار» (جمع مکسر بـِـرّ) به معنای نیکان گرفته‌است.

## تاریخچه
این مؤسسه کار خود را در سال ۱۳۶۲ با انتشار ابرار آغاز نمود و در آغاز بدون گرایش سیاسی بود. نخستین تیتر این روزنامه «ابرار به خانواده مطبوعات پیوست» بود که متن آن را حسین قندی نوشته‌بود. ابرار نخستین روزنامه عمومی کشور بود که «صفحه ویژه سینما» داشت. با استقبال از صفحه ورزشی این روزنامه، در سال ۱۳۷۲ ابرار ورزشی به صورت مستقل آغاز به کار کرد که ابتدا به صورت هفته‌نامه و سپس روزنامه درآمد. ابرار ورزشی نخستین روزنامه ورزشی ایران بود. یک سال بعد، ابرار اقتصادی منتشر شد. در آن سال‌ها، نشریات ابرار در اوج خود بودند به طوری که تیراژ ابرار و ابرار ورزشی به ۴۰۰٬۰۰۰ نسخه رسید.
تا سال ۱۳۷۲، چاپخانه ایرانچاپ (وابسته به مؤسسه اطلاعات) نشریات ابرار را چاپ می‌کرد و سپس مؤسسه کیهان عهده‌دار چاپ این نشریات بود تا زمانی که ابرار با راه‌اندازی چاپخانه اختصاصی خود در تهران‌نو در این زمینه به استقلال رسید.
در سال‌های اخیر این مؤسسه دچار افت فراوانی شده‌است، به طوری که برخی از نشریات آن به تعطیلی کشیده‌شده و تیراژ ۳ روزنامه اصلی آن کم شده‌است. تیراژ ابرار ورزشی از ۳۵۰٬۰۰۰ و ابرار نیز از ۳۵۰٬۰۰۰ به به ۷۰٬۰۰۰ نسخه کاهش یافته‌است. البته تیراژ ابرار اقتصادی بدون کاهش چشمگیر در همین میزان باقی مانده‌است.
ابرار، کار خود را با ۳۰ نفر نیرو آغاز کرد و در زمان دولت هاشمی رفسنجانی این تعداد به ۲۱۵ نفر افزایش یافت. از حدود سال ۱۳۸۷ بسیاری از نیروهای این مؤسسه کم شد به طوری که در سال ۱۳۹۱، از حدود ۱۰۰ نفر پرسنل تنها ۱۵ خبرنگار در مؤسسه مشغول به کار بوده‌اند.

## دیگر نشریات
- گنبد کبود نخستین روزنامه ویژه کودک و نوجوان در ایران بود که در سال ۱۳۷۶ آغاز به کار کرد و در سال ۱۳۸۹ تعطیل شد.[۳]
- آلاچیق یا ابرار هفتگی، از سال ۱۳۷۸ به صورت هفته‌نامه‌ای فرهنگی، اجتماعی، سیاسی و اقتصادی منتشر شد و هم‌اکنون تعطیل است. مدیرمسئول آن لیلا بختیاری همسر محمد صفی‌زاده بود.[۳]
- فوتبال امروز هفته‌نامه‌ای با پوشش اخبار فوتبال که از سال ۱۳۸۷ شنبه‌ها چاپ می‌شود.[۳]
- کبوتر هفته‌نامه‌ای که برای گروه سنی پیش از دبستان در چند شماره نامنظم منتشر شد و غیرفعال است.[۳]

## نمایندگی‌ها و توزیع
مؤسسه در تمامی استان‌ها سرپرستی دارد و توزیع روزنامه‌ها به دو صورت هوایی و زمینی صورت می‌گیرد. سایت این مؤسسه هر روز متن کامل ۳ روزنامه را برخط می‌کند و روزانه حدود ۱۴۵٬۰۰۰ بازدیدکننده دارد.